# خانه مظفر عرب
خانه مظفر عرب مربوط به دوره قاجار است و در یزد، خیابان مطهری، کوچه پشت باغ، جنب تکیه ابوالفضل، پ ۳۶ واقع شده و این اثر در تاریخ ۲۰ اردیبهشت ۱۳۸۶ با شمارهٔ ثبت ۱۹۰۷۹ به‌عنوان یکی از آثار ملی ایران به ثبت رسیده است.